# 牛田行正
牛田 行正（うしだ ゆきまさ）は、戦国時代の武将。織田信長の家臣。

## 経歴・人物
天正5年（1577年）6月1日、出羽国の戦国大名・安東愛季の鷹の贈呈に対する返礼をした際に使者として派遣された。